# Wuling Xingchen
 (juillet 2021).
Le Wuling Asta (chinois : 五菱阿斯塔) est un SUV compact produit par SAIC-GM-Wuling Automobile via la marque Wuling Motors.

## Aperçu

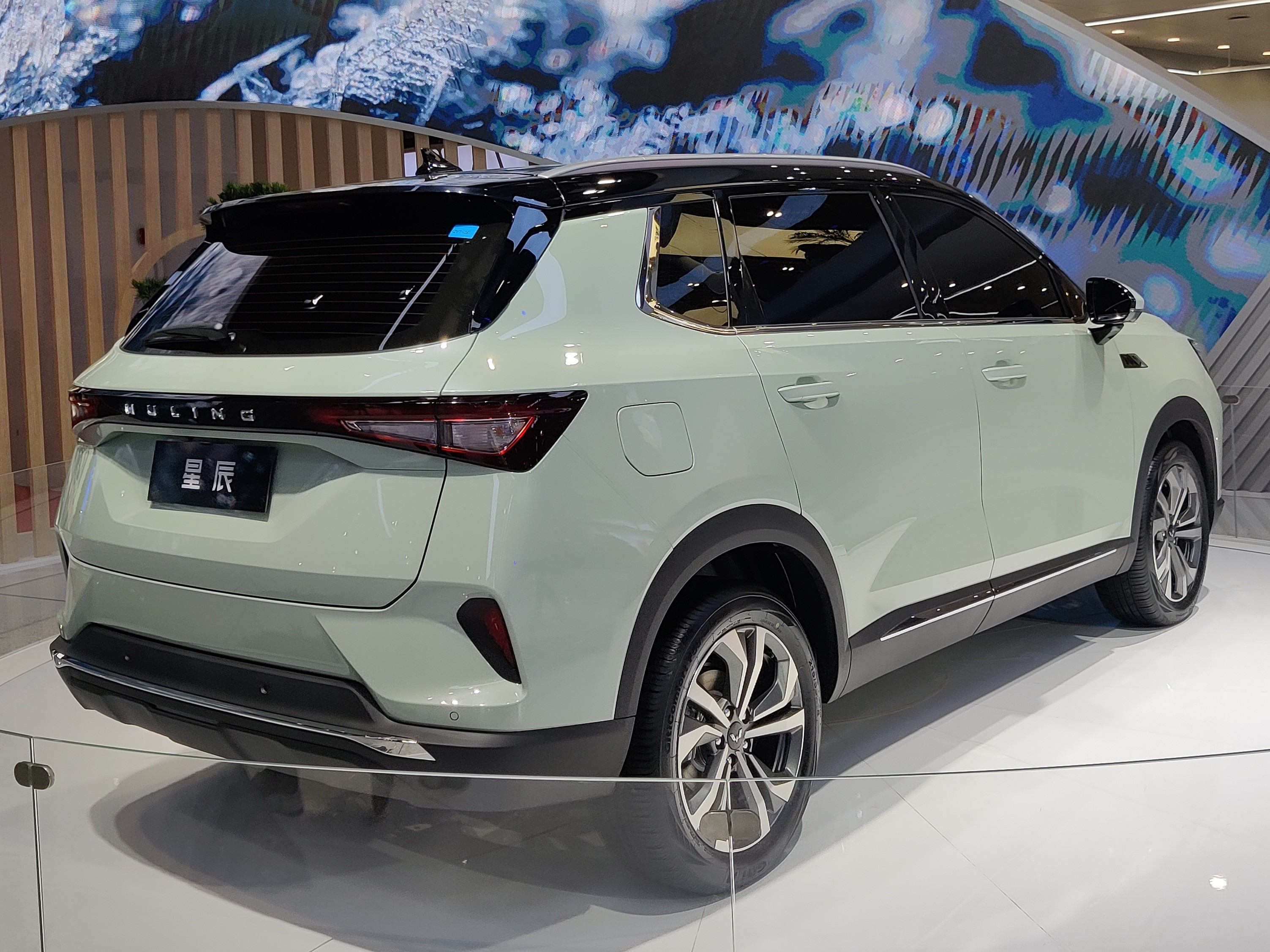
Vue arrière du prototype Xingchen

L'Asta a été lancé lors du salon de l'automobile de Shanghai d'avril 2021 dans le cadre de l'offensive des modèles de Wuling parmi les voitures particulières ordinaires. Il est construit sur la même plateforme que le Baojun 530.
Le design de l'Asta suit le style du monospace Wuling Victory, avec une calandre trapézoïdale avec un motif d'aile, et un éclairage LED en forme de boomerang. De plus, comme le Victory, l'Asta est équipé d'un logo d'entreprise argenté pour la gamme des modèles mondiaux.
L'Asta est propulsé par un moteur avec quatre cylindres en ligne LJO de 1,5 litre turbo développant 108 kW (145 ch; 147 PS). Le moteur est couplé à une boîte manuelle à six vitesses ou à une transmission à variation continue avec huit rapports de démultiplication préprogrammés.
L'Asta est le deuxième modèle conçu pour les marchés mondiaux, après le Victory. Premièrement, sa vente a commencé sur le marché intérieur chinois, avec des plans pour commencer les ventes dans les pays d'exportation en 2022.